# Moulin de Lonceux
 (juillet 2024).
- Si vous ne connaissez pas le sujet, laissez ce bandeau (vous pouvez alors contacter les auteurs).
- Si vous supprimez le contenu mis en cause (vous pouvez préalablement contacter les auteurs),

argumentez précisément cette suppression dans la page de discussion
(un manque de référence n'est pas un argument ; une recherche réelle de référence doit avoir été effectuée, être formellement documentée).
 (mai 2025).
Motif : pas de sources secondaires centrées sur ce gite, notoriété pas établie, article promotionnel créé par un CAOU, bâtiment pas classé comme MH
- Archive Wikiwix
- Bing
- Cairn
- DuckDuckGo
- E. Universalis
- Gallica
- Google
- G. Books
- G. News
- G. Scholar
- Persée
- Qwant
- (zh) Baidu
- (ru) Yandex
- (wd) trouver des œuvres sur Wikidata

| 1. | Préciser le motif de la pose du bandeau. | Précisez le motif de la pose du bandeau en utilisant la syntaxe suivante : {{admissibilité à vérifier\|date=mai 2025\|motif=remplacez ce texte par le motif}}                          |
| 2. | Informer les utilisateurs concernés.     | Pensez à avertir le créateur de l'article, par exemple, en insérant le code ci-dessous sur sa page de discussion : {{subst:avertissement admissibilité à vérifier\|Moulin de Lonceux}} |

Le moulin de Lonceux, dans la commune d'Oinville-sous-Auneau (Eure-et-Loir), est un des derniers moulins des XVIIIe et XIXe siècles en état de fonctionnement[réf. nécessaire].

## Présentation
Le moulin de Lonceux fait partie d’un ensemble comprenant le moulin à eau lui-même et cinq autres bâtiments des XVIIIe et XIXe siècles, disposés autour d’une cour : 
- l’habitation du meunier
- le pressoir à pommes
- les écuries
- le bûcher et le four à pain
- la grange

Les bâtiments et le terrain de 2 hectares, comprenant le verger, les berges de la rivière et le bief du moulin, sont situés en partie sur les communes de Oinville-sous-Auneau et de Levainville (Eure-et-Loir), à l’orée de la Beauce, à 20 km de Chartres.
La rivière s’appelle la Voise. Celle-ci prend sa source à Voise et rejoint l’Eure à Pierres, au nord de Maintenon. Cette rivière qui entaille le plateau beauceron compte près de 15 moulins.

## Le moulin

### Le moulin à farine, de l’Ancien Régime à aujourd’hui
L’Annuaire Statistique, Administratif, Commercial et Historique du département d’Eure-et-Loir pour 1869 établi par E. Lefèvre, précise plusieurs orthographes du lieu-dit du moulin : Loncseux en 1472, Longsaulx dans une charte de 1528 qui signifierait « Longus Sallus» (long bois). On retrouvera par la suite multitude d’orthographes : Longseux, Longseulx, Longceux, Lonceux,… 
Cet annuaire décrit ce « fief dépendant de la Seigneurie de Levainville » et en donne une désignation datant de 1786 :
« Le moulin de Longceux consistant en un moulin à eau, avec le cours d’eau, faisant de bled farine, ayant chambre pour le meunier, fournil, grange, écurie, étable et autres bâtiments couverts en tuiles, avec cour devant et jardin au bout, cinq setiers quatre boisseaux de terres labourables qui valent quatre arpents vingt-six perches ou environ de prés fauchables, le tout affermé moyennant cinq cent livres par an. En 1767, le moulin de Longceux était loué huit cents livres. ».
Les premiers écrits retrouvés aux archives de Chartres sont des actes notariés de 1702.
Un inventaire départemental datant du 25 nivôse an dix de la République (1802) indique une production journalière de 9 quintaux de blé au moulin de Longseux et une activité de cuisson du pain.
Le moulin, tout comme deux autres, les moulins de Ville et de Poissac, distants de 2 km environ en amont et en aval de Lonceux figurent sur la carte de Cassini et sont régis par une ordonnance royale signée aux Tuileries par Louis-Philippe en 1836.
Le dernier meunier, de la famille Vacherot, a travaillé ici jusque dans les années 50. Quelques visiteurs du moulin ont raconté y être venus enfants et ont décrit quelques souvenirs : les accumulateurs d’électricité en verre au sous-sol, la chaudière à charbon qui fournissait la vapeur pour remplacer la roue à aubes au début du XXe siècle…
Après le départ de la famille Vacherot, le moulin et ses dépendances furent transformés en lieu de weekend pour une famille chartraine, qui faisait tourner le mécanisme pour le plaisir, et cela jusqu’en 2003, où des nouveaux propriétaires ont entrepris de rénover les bâtiments pour en faire un lieu de concerts de musique classique.
Deux ans de travaux sont venus à bout des toits de tôles, murs incertains… Un projet architectural a permis de conserver au mieux les matériaux d’origine (murs en silex bruts, torchis, pierres et poutres apparentes) et a redonné une homogénéité à l’ensemble. Deux concerts en plein air ont été donnés en 2006 et 2007. Le moulin fut lui aussi rajeuni lors des travaux de 2004 et 2005, grâce aux bons soins d’une entreprise spécialisée, dans le but de redémarrer une production de farine : réparation de l’axe, remplacement de la vanne motrice, changement des paliers, repiquage des meules, réfection de l’archure, remplacement des alluchons, restauration de la trémie, dégrippage et réalignement du mécanisme… La bluterie fut rénovée en 2008 ce qui fut fait grâce aux bons conseils du meunier du moulin à eau de Landèves (Ardennes). Les analyses de panification le confirmèrent, cette farine de type 80 se révéla être d’excellente qualité, donnant au pain un petit goût de miel.
Le domaine de Lonceux est maintenant ouvert au public pour la visite, l’hébergement, et les réceptions/séminaires

## Description technique

### Vannage et roue à aubes
Le moulin de Lonceux se trouve sur une dérivation de la Voise. Le vannage et le déversoir ont été construits dans leur configuration actuelle en 1843.
Le bief a une longueur de 400 mètres, consolidé par une digue en terre.
La roue à aubes qui se trouve sous le moulin et le cours d’eau est sous couvert sur une vingtaine de mètres. On accède à la roue par les 2 côtés de son axe.
Cette roue métallique a un diamètre de 3 mètres et une largeur de 2 mètres ; 48 aubages ; 110 m2 de surface totale d’aubages ; 50 ch  de puissance estimée.

### Fonctionnement du moulin
Autrefois, le nettoyage des grains s’effectuait certainement en trois opérations dans la rivière, depuis une porte située au sous-sol, au niveau du mécanisme et qui sert maintenant pour observer l’arrière de la roue à aubes. Le mécanisme permet d’entraîner les deux paires de meules. Un engrenage supplémentaire est visible au-dessus du rouet. Il permettait d’entraîner un petit générateur servant à charger des accumulateurs destinés à éclairer le moulin (électrification communale en 1966). Le tableau électrique, véritable pièce de musée, est resté : il servait à gérer la charge des accumulateurs.
Un élévateur remontait le grain propre au rez-de-chaussée.
Les meules sont en pierre de meulière sertie des carrières d’Épernon. Leur diamètre est de 1,60 m — 650 kg chacune. Parmi les deux paires de meules situées au rez-de-chaussée, seule une paire a été remise en état de fonctionnement en 2005.
La mouture  réalisée tombe dans un sac situé au sous-sol.
Autrefois la boulange était reprise par deux élévateurs jusqu’au 1er étage pour y subir les opérations de bluterie. Il y avait deux coffres de bluterie. Il n’en reste plus qu’un. Ils devaient faire 3 mètres de long et quelques morceaux du cadre ont été retrouvés. La farine Fleur était ensachée au 1er étage, puis montée pour stockage au 2e étage.
Le son et les sous-produits étaient ensachés et utilisés pour les animaux de l’étable, chevaux et moutons.
On peut retrouver au rez-de-chaussée à côté des meules, un lit clos « de meunier » perché au-dessus d’un espace de rangement. Sur les murs, se retrouvent toutes sortes de notes manuscrites du meunier, des opérations, des coupures de presse du XIXe siècle, des pages de catalogue de matériel de meunerie du XXe siècle…
La livraison des sacs de farine s’effectuait en farinière, lourde charrette en bois dont la restauration a été entreprise cette année[Quand ?]. Tirée par un cheval de trait, elle allait trois fois par semaine jusqu’à Chartres (20 km) pour livraison dans cette ville et expédition sur Paris.
Environ 500 tonnes de farine fleur étaient livrées par an – soit environ 1,5 tonne par jour.
À la fin du XIXe siècle, l’arrêt de Oinville-Levainville et le passage à niveau furent construits attenants au moulin de Lonceux. La ligne d'Auneau-Ville à Dreux desservait de nombreux petits arrêts entre Auneau et Maintenon.
Ce train permettait de transporter la farine et aussi des voyageurs. Un article de journal de 1870 relate le trajet d’un « train de plaisir » affrété tout spécialement depuis Maintenon pour desservir la fête de la Saint-Côme en septembre à Auneau !
La ligne de train fut abandonnée en 1939.

## Galerie de photographies
Au 1er étage, se trouve le mécanisme du remonte-sac. Sa courroie peut être tendue depuis de le sous-sol. À cet étage, subsistent un aplatisseur de son et un égreneur de maïs.
Au 2e étage, sous la toiture, les poulies en bois du remonte-sac et la charpente en châtaignier d’origine sont toujours en place.

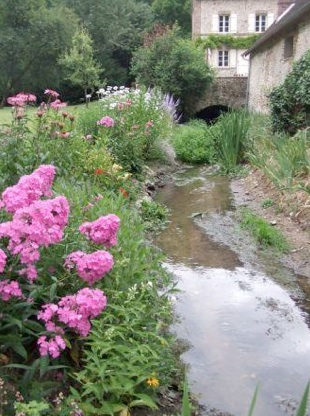
La Voise en aval du moulin
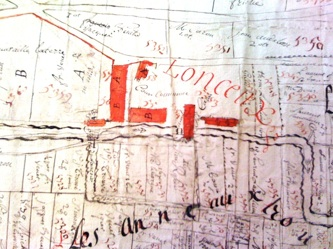
Extrait carte Ponts & Chaussées 1762
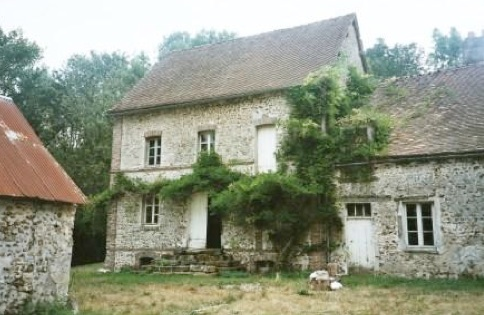
moulin avant travaux
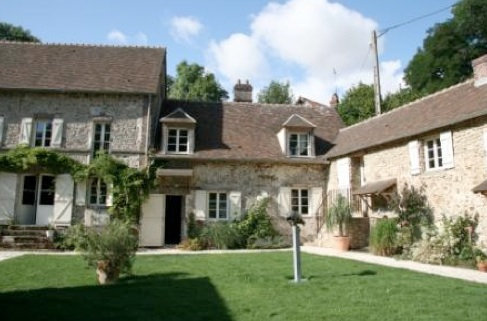
Après restauration : moulin, habitation du meunier et pressoir
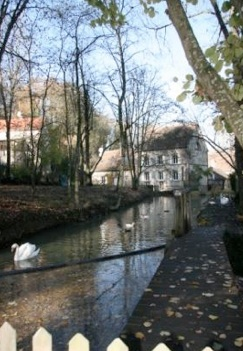
moulin vu du bief
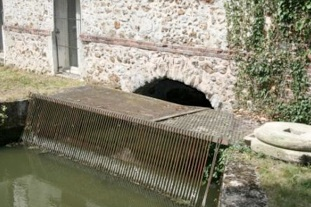
Arrivée de l'eau à la vanne motrice
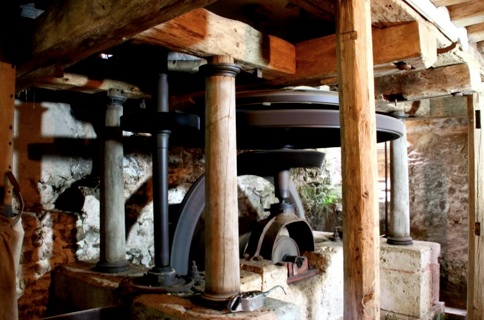
Mécanisme du moulin
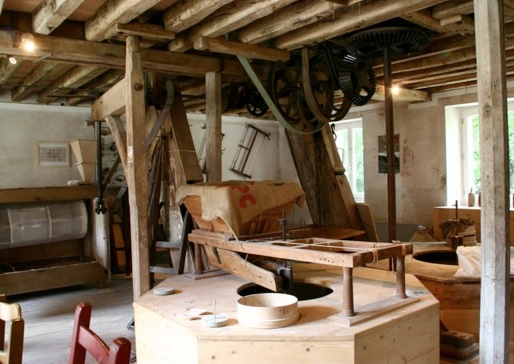
Mécanisme du moulin
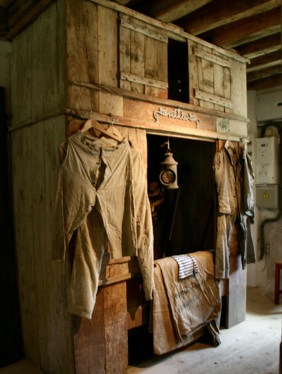
Lit du meunier
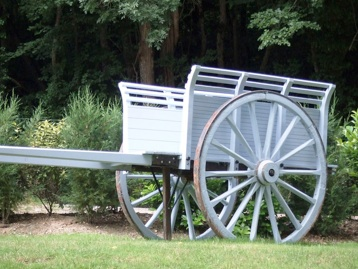
Farinière en cours de restauration
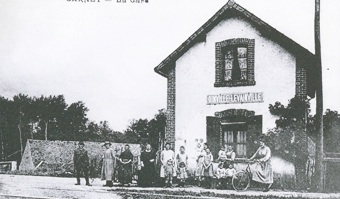
Ancienne gare de Oinville-Levainville
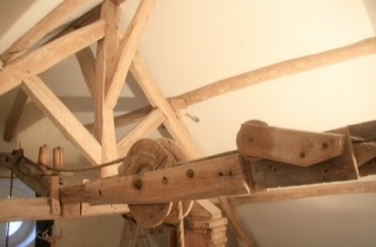
Poulie du remonte-sac